# Madawaska (Maine)
Madawaska es un pueblo ubicado en el condado de Aroostook en el estado estadounidense de Maine. En el Censo de 2010 tenía una población de 4.035 habitantes y una densidad poblacional de 27,71 personas por km².

## Geografía
Madawaska se encuentra ubicado en las coordenadas 47°17′36″N 68°15′7″O / 47.29333, -68.25194. Según la Oficina del Censo de los Estados Unidos, Madawaska tiene una superficie total de 145.64 km², de la cual 143.89 km² corresponden a tierra firme y (1.2%) 1.75 km² es agua.

## Demografía
Según el censo de 2010, había 4.035 personas residiendo en Madawaska. La densidad de población era de 27,71 hab./km². De los 4.035 habitantes, Madawaska estaba compuesto por el 98.44% blancos, el 0.25% eran afroamericanos, el 0.5% eran amerindios, el 0.2% eran asiáticos, el 0% eran isleños del Pacífico, el 0.05% eran de otras razas y el 0.57% pertenecían a dos o más razas. Del total de la población el 0.5% eran hispanos o latinos de cualquier raza.
La lengua materna del 83,4% de la población es el francés. Madawaska es la sede de un gran festival anual de Acadia.